# Johann Adam von Diemar

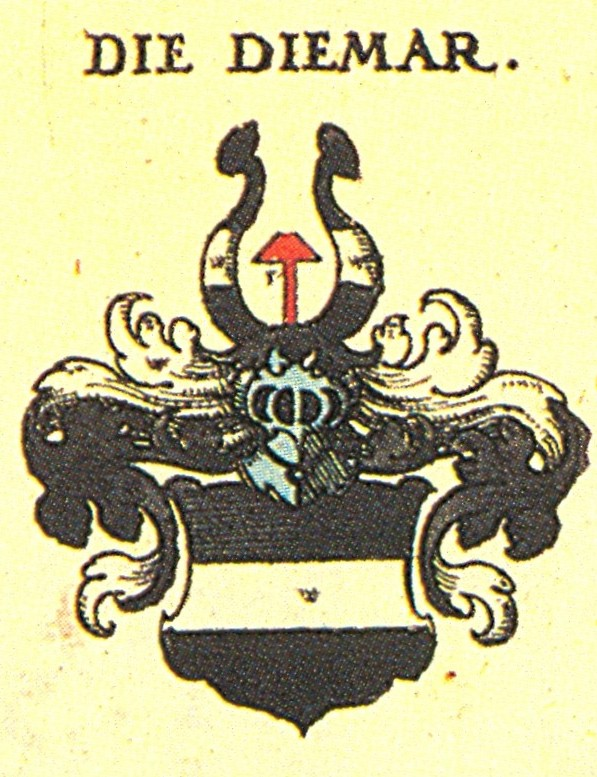
Wapen van de familie Von Diemar, uit Siebmachers Wappenbuch, 1605

Johann Adam von Diemar (? - 1747) was een Frankisch aristocraat en militair in Saksisch-Poolse dienst. Hij bracht het tot koninklijk Pools en Saksisch generaal der Infanterie (kgl. Poln. und kurf. sächs. General der Infanterie).
In 1738 was generaal von Diemar een van de ridders in de tweede serie benoemingen in de Pools-Saksische Militaire Orde van Sint-Hendrik.